# Björn Steinrötter
Björn Steinrötter (* 1982) ist ein deutscher Rechtswissenschaftler und Professor für Bürgerliches Recht, IT-Recht und Medienrecht an der Universität Potsdam. Dort ist er außerdem, gemeinsam mit Christian Czychowski und Tobias Lettl, Co-Direktor der Forschungsstelle „Geistiges Eigentum – Digitalisierung – Wettbewerb“.

## Leben
Nach einer Banklehre (2003–2005) studierte er von 2005 bis 2010 Rechtswissenschaft (Schwerpunkt: Wirtschaftsrechtsberatung) an der Universität Bielefeld. Hier schloss sich eine Tätigkeit als Wissenschaftlicher Mitarbeiter am Lehrstuhl für Bürgerliches Recht, Internationales Privat-, Verfahrens- und Wirtschaftsrecht (Ansgar Staudinger) an. Nach dem Rechtsreferendariat (2013–2015) in Berlin und Sydney mit Stationen u. a. beim Bundesministerium der Justiz, Referat für Internationales Privatrecht, Berlin; bei Freshfields Bruckhaus Deringer LLP, Berlin; und bei Buse Heberer Fromm/Dibbs Barker, Sydney, war er von 2015 bis 2019 Akademischer Rat a. Z. am Institut für Rechtsinformatik, Lehrstuhl für Bürgerliches Recht und Immaterialgüterrecht, insbesondere Patent- und Markenrecht (Christian Heinze), an der Universität Hannover.
Nach der Promotion 2014 (ausgezeichnet mit dem Dissertationspreis der Juristischen Gesellschaft Ostwestfalen-Lippe) war er von 2019 bis 2024 Inhaber der Juniorprofessur für IT-Recht und Medienrecht (Tenure Track) an der Universität Potsdam. 2022 erfolgte die Feststellung der Bewährung als Juniorprofessor (positive Zwischenevaluation). 2024 erhielt er einen Ruf auf eine W3-Professur für Bürgerliches Recht, Urheberrecht und Gewerblichen Rechtsschutz der Universität Augsburg, den er ablehnte.
Nach der Habilitation 2024 an der Universität Heidelberg (venia legendi für Bürgerliches Recht, Recht der Daten und der Informationstechnologie, Immaterialgüterrecht, Internationales Privat- und Zivilverfahrensrecht) ist er seit 2025 Inhaber des Lehrstuhls für Bürgerliches Recht, IT-Recht und Medienrecht an der Universität Potsdam.

## Funktionen
Steinrötter gehört (Stand Mai 2025) zu den Herausgeberkreisen der Fachzeitschriften Recht Digital (seit November 2020), Künstliche Intelligenz und Recht (seit August 2024), Zeitschrift für das Recht der Digitalisierung, Datenwirtschaft und IT (seit Januar 2025) und Reiserecht aktuell (seit Januar 2019).
Außerdem ist er derzeit Vorsitzender des Stiftungsrates der Deutschen Stiftung für Recht und Informatik (DSRI), stellvertretender Vorsitzender der Robotics & Artificial Intelligence Law Society e. V. (RAILS) und Mitglied im GRUR-Fachausschuss „Recht der Daten“.

## Forschungsschwerpunkte
Steinrötter zählt zu den Mitgestaltern der neuen datenrechtlichen Materie des Datenwirtschaftsrechts. Er befasst sich außerdem intensiv mit der zivilrechtlichen Handhabung von digitalen Produkten. Ferner gehören die Regulierung von künstlicher Intelligenz und der Plattformwirtschaft zu seinen Forschungsschwerpunkten.

## Schriften (Auswahl)
Monografien
- Beschränkte Rechtswahl im internationalen Kapitalmarktprivatrecht und akzessorische Anknüpfung an das Kapitalmarktordnungsstatut. Modell für eine einheitliche kapitalmarktprivatrechtliche Qualifikation am Beispiel des Prospekthaftungs- und Übernahmeprivatrechts de lege lata und ferenda. JWV, Jena 2014, ISBN 978-3-938057-11-7 (zugleich: Dissertation, Universität Bielefeld).
- Kommentierungen in J. von Staudingers Kommentar zum Bürgerlichen Gesetzbuch mit Einführungsgesetz und Nebengesetzen. Buch 2: Recht der Schuldverhältnisse:
  - mit Christian Heinze: §§ 327–327u (Verträge über digitale Produkte). Otto Schmidt, Berlin 2023, ISBN 978-3-8059-1341-6.
  - mit Markus Artz, Jost Emmerich, Volker Emmerich, Christian Rolfs: §§ 535–556g (Mietrecht 1 – Allgemeine Vorschriften; Wohnraummiete).  Otto Schmidt, Berlin 2024, ISBN 978-3-8059-1386-7.
  - mit Markus Artz, Jost Emmerich, Volker Emmerich, Christian Rolfs: §§ 557–580a; Anhang AGG (Mietrecht 2 – Miethöhe und Beendigung des Mietverhältnisses). Otto Schmidt, Berlin 2024, ISBN 978-3-8059-1387-4.

Herausgeberschaften
- mit Daniel Sliwiok-Born: Intra- und interdisziplinäre Einflüsse auf die Rechtsanwendung. Mohr Siebeck, Tübingen 2017, ISBN 978-3-16-155141-3.
- mit Martin Ebers, Christian Heinze, Tina Krügel: Künstliche Intelligenz und Robotik. Rechtshandbuch. C. H. Beck, München 2020, ISBN 978-3-406-74897-4.
- mit Martin Ebers: Künstliche Intelligenz und smarte Robotik im IT-Sicherheitsrecht. Nomos, Baden-Baden 2021, ISBN 978-3-8487-7621-4.
- Europäische Plattformregulierung. DSA, DMA, P2B-VO, DGA, DA, AI Act, DSM-RL; Rechtshandbuch. Nomos, Baden-Baden 2023, ISBN 978-3-8487-7825-6.
- mit Johannes Buchheim, Viktoria Kraetzig, Juliane Mendelsohn: Plattformen. Grundlagen und Neuordnung des Rechts digitaler Plattformen. Nomos, Baden-Baden 2023, ISBN 978-3-7560-1454-5.
- mit Christian Heinze: KI und Daten. Digitalregulierung auf dem Höhepunkt? OlWIR, Edewecht 2024, ISBN 978-3-949057-01-4.
- mit Christian Heinze, Michael Denga: EU Platform Law. A Handbook. C. H. Beck/Nomos/Hart, München/Baden-Baden/Oxford 2025, ISBN 978-3-406-78997-7/ISBN 978-3-8487-8891-0/ISBN 978-1-5099-5979-2.